# Ordine dei Santi Maurizio e Lazzaro
L'Ordine dei Santi Maurizio e Lazzaro (detto anche Ordine Mauriziano) è un ordine cavalleresco di Casa Savoia nato dalla fusione, nel 1572, dell'Ordine Cavalleresco e Religioso di san Maurizio con l'Ordine per l'Assistenza ai Lebbrosi di san Lazzaro. Con la XIV Disposizione Transitoria e Finale della Costituzione Italiana, l’Ordine Mauriziano cessa di essere un ordine dinastico ma viene conservato come ente ospedaliero, con le funzioni e l’ordinamento stabiliti dalla legge costituzionale del novembre 1962.

## Storia

### I due ordini
All'origine della nascita dell'Ordine dei Santi Maurizio e Lazzaro si trovavano due ordini cavallereschi distinti tra loro per natura e nascita.

#### San Lazzaro

Croce dell'Ordine dei Cavalieri di San Lazzaro, fondato nel 1090 in Terrasanta

L'ordine più antico, quello dei Cavalieri di San Lazzaro, fu fondato come ordine militare religioso al tempo del Regno Latino di Gerusalemme verso l'anno 1090. L'ordine era concepito per la cura dei lebbrosi, e molti suoi membri erano lebbrosi guariti divenuti cavalieri. Con la caduta di Acri nel 1291, i cavalieri di San Lazzaro lasciarono la Terra Santa e l'Egitto per trasferirsi prima in Francia, e poi, nel 1311, a Napoli.
La Santa Sede lo soppresse incorporandolo nell'Ordine dei cavalieri di San Giovanni sin dal 1400, ma i cavalieri italiani, forti della protezione del re di Francia, rifiutarono di accettare la volontà papale. 

#### San Maurizio

Croce dell'Ordine di San Maurizio, fondato nel 1434 a Ripaglia da Amedeo VIII di Savoia

L'Ordine di San Maurizio, invece, venne fondato a Ripaglia nel 1434 da Amedeo VIII di Savoia, in seguito divenuto l'antipapa Felice V. Si trattava, però, più di una confraternita religiosa che di un vero e proprio ordine cavalleresco; tanto che alla morte di Amedeo VIII di Savoia esso cessò di fatto di esistere.
Guglielmo Baldesano, storico di Carlo Emanuele I, cui il duca affidò la stesura della prima opera in cui si tratti dell'Ordine dei santi Maurizio e Lazzaro, così scrisse dell'Ordine creato da Amedeo VIII: «Errano…coloro, i quali pertinacemente affermano che allhora fussero istituiti i cavallieri di San Mauritio dal primo duca di Savoia Amedeo; et molto più propriamente havrebbero ragionato se havessero detto che esso principe gli haveva fatto mutare professione et di cavallieri diventare eremiti sotto il titolo però di San Mauritio. In oltra, posto che allhora fussero stati instituiti i mauritiani cavallieri, non sarebbono stati riconosciuti et accettati sì fatti cavallieri dall’altre militie religiose, né havrebbero goduto de’privilegi ch’esse godono, non essendoci concorsa l’auttorità apostolica».

### L'unificazione degli ordini

Le croci combinate di San Lazzaro e San Maurizio a formare la nuova insegna dell'Ordine dei Santi Maurizio e Lazzaro

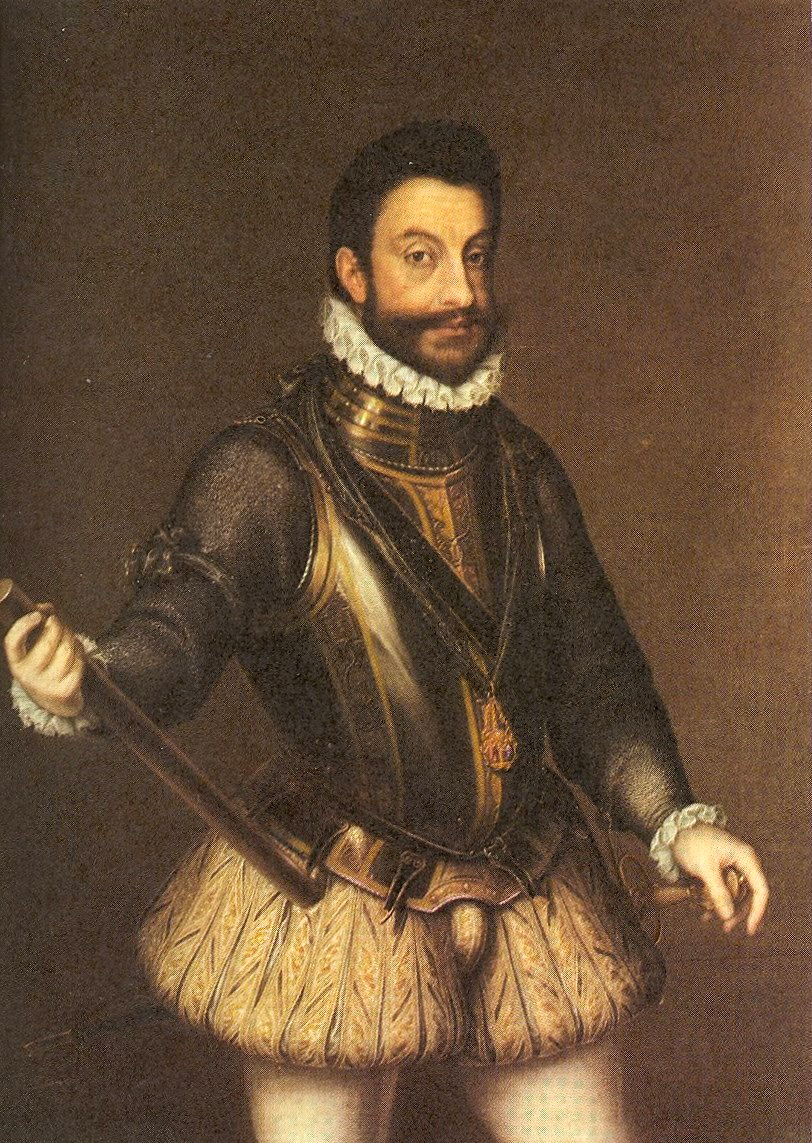
Il duca Emanuele Filiberto di Savoia, primo gran maestro degli ordini unificati di San Maurizio e San Lazzaro

Nel 1571 Giannotto Castiglioni, Gran Maestro dell'ordine di San Lazzaro, aveva spontaneamente rinunciato alla carica a favore del duca Emanuele Filiberto di Savoia. Questi aveva aperto trattative col pontefice Gregorio XIII per ottenere la riunione dei cavalieri italiani dell'ordine di San Lazzaro con quelli del già confermato ordine di San Maurizio. In occasione della Battaglia di Lepanto, il 7 ottobre 1571, aderendo il Ducato di Savoia alla Lega Santa, numerosi cavalieri di san Lazzaro furono imbarcati sulle galere sabaude. Un anno dopo il papa, con bolla del 13 novembre 1572, nominò Gran Maestro dell'Ordine militare e religioso dei Santi Maurizio e Lazzaro lo stesso duca e i suoi successori in perpetuo.
Il duca ne notificò l'organizzazione ai suoi sudditi il 22 gennaio 1573 tramite magistrali patenti. Al principio del 1574 furono emanati i primi statuti.
Dal punto di vista sociale, l'Ordine non si rivolgeva solo ai nobili. Anche un non nobile, infatti, poteva esservi ammesso cavaliere.  Nel caso i cavalieri avessero i quattro quarti di nobiltà, entravano nella classe cosiddetta "di giustizia". Se, invece, non erano nobili - o non lo erano pienamente -  entravano nella classe dei cavalieri «di grazia». A questi l'ingresso nell'Ordine conferiva la nobiltà personale, che dalla persona del cavaliere, cioè, non passava né ai suoi figli né ad altri membri della famiglia. Se la carica di cavalieri era rivestita per tre generazioni consecutive, però, la nobiltà si radicava nella famiglia, la quale faceva così il suo pieno ingresso nel Secondo stato. Spesso, quando si voleva attivare questo passaggio, la famiglia interessata erigeva una commenda, che passava in eredità di padre in figlio con l'annesso titolo cavalleresco: la nobiltà conseguita in questo caso si chiamava "nobiltà di commenda".  Nell'antico regime l'Ordine dei santi Maurizio e Lazzaro era, quindi, anche un mezzo di mobilità sociale.
Unendo l'Ordine di San Maurizio a quello di San Lazzaro il duca ambiva a prendere possesso delle numerose commende che l'antico ordine gerosolimitano possedeva in tutta Europa, dall'Inghilterra al Regno di Napoli, dalla Spagna allo Stato della Chiesa. In questa prima fase, l'ordine si chiamava Ordine dei santi Lazzaro e Maurizio e la croce verde lazarita prevaleva su quella bianca di San Maurizio. 
Alla morte di Emanuele Filiberto di Savoia il progetto di recupero delle commende lazzarite era lontano dall'aver avuto successo. Il suo successore Carlo Emanuele I di Savoia riprese le trattative, soprattutto col re di Spagna e col Papa. All'inizio del Seicento l'Ordine assunse il nome odierno e la croce bianca di San Maurizio prese il sopravvento su quella verde di San Lazzaro. 
Fra Cinque e Seicento l'Ordine raccoglieva nel sistema degli onori sabaudo cavalieri di tutta Italia e un discreto numero di cavalieri europei.

### L'ordine nel Regno d'Italia

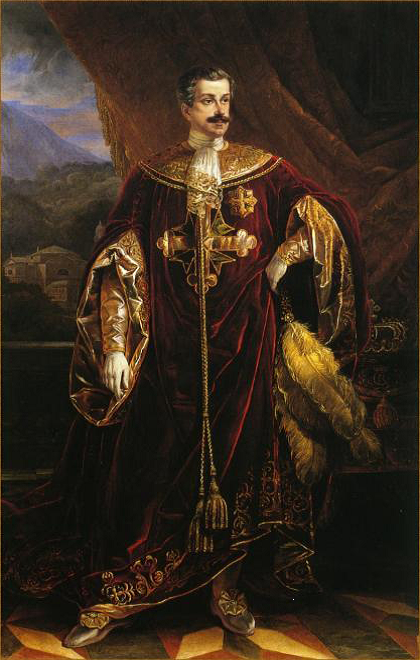
Re Carlo Alberto di Savoia nelle vesti di gran maestro dell'Ordine dei Santi Maurizio e Lazzaro

Con l'unificazione italiana nel 1861, l'ordine divenne de facto un ordine di stato italiano aperto a meriti civili e militari. Già Carlo Alberto aprì l'ordine anche ai non nobili, ma fu suo figlio Vittorio Emanuele II a stabilirne i cinque gradi tradizionali di merito: cavaliere di gran croce, grande ufficiale, commendatore, cavaliere ufficiale, cavaliere.
Fu Carlo Alberto nel 1839, inoltre, a stabilire la fondazione della Medaglia mauriziana per i cinquant'anni di carriera militare, concessa nel Regno di Sardegna, nel Regno d'Italia e mantenuta anche dalla Repubblica Italiana.
Fu coi primi re d'Italia che l'Ordine assunse un carattere più esclusivo, a differenza del più comune Ordine della Corona d'Italia che veniva conferito più largamente.

### L'Ordine Mauriziano nella Repubblica
La XIV disposizione transitoria e finale della Costituzione Italiana il 1º gennaio 1948, stabiliva: «L'Ordine mauriziano è conservato come ente ospedaliero e funziona nei modi stabiliti dalla legge».
Il patrimonio dell'antico ordine dinastico fu quindi affidato ad un ente appositamente costituito, ricondotto all'esclusivo e originario compito di ente ospedaliero. 

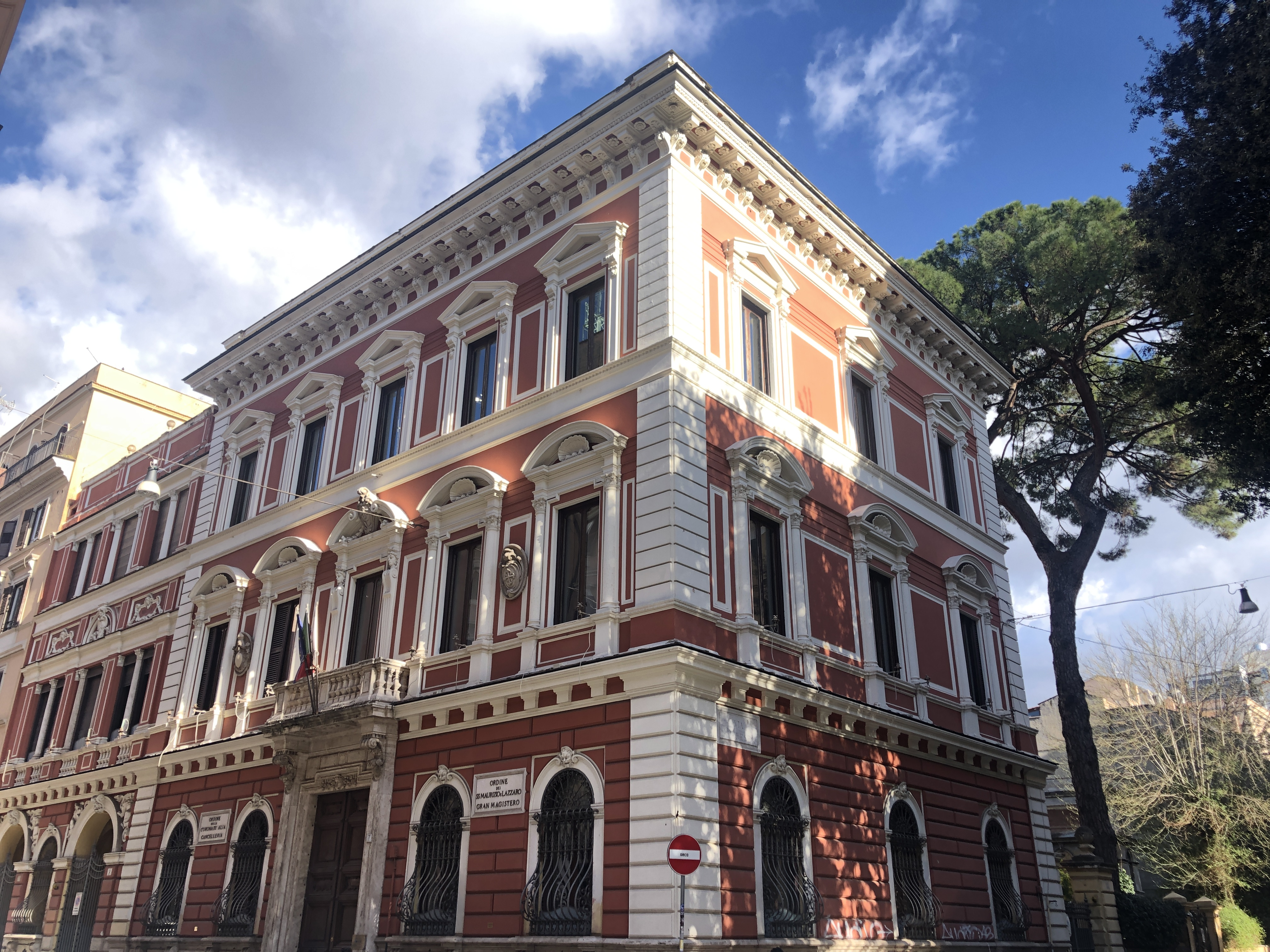
Palazzo Avogrado (costruito nel 1890) nel quartiere Castro Pretorio a Roma, sede dell'EPAP ed ex-sede dell'Ordine Mauriziano e dell'Ordine della Corona d'Italia.

Con la legge del 3 marzo 1951, nr. 178, all'art. 9, lo Stato italiano ha cessato il conferimento dell'ordine, consentendo comunque l'uso delle onorificenze già conferite, escluso ogni diritto di precedenza nelle pubbliche cerimonie.

#### La Fondazione
Con legge statale n. 4 del 21 gennaio 2005 di conversione del decreto-legge n. 277/2004, l'Ente Ordine Mauriziano diviene ufficialmente un'azienda ospedaliera costituita dall'Ospedale Mauriziano Umberto I di Torino e l'Istituto per la ricerca e la cura del cancro di Candiolo, permettendo in tal modo di continuare l'operato nell'ambito medico che la Repubblica Italiana ha stabilito per esso fin dal 1948. La medesima legge costituisce anche la Fondazione Ordine Mauriziano, con sede in Torino, alla quale trasferisce il rimanente patrimonio immobiliare, costituito dalla Palazzina di caccia di Stupinigi, dal complesso monastico cistercense di Sant'Antonio di Ranverso, dal complesso monastico cistercense antoniano dell'Abbazia di Staffarda.
La gestione della fondazione è affidata ad un comitato costituito da cinque membri di cui: uno nominato dal presidente del Consiglio dei ministri, con funzioni di presidente del comitato; uno nominato dal ministro dell'interno; uno nominato dal ministro per i beni e le attività culturali; uno nominato dalla regione Piemonte; uno nominato dall'Ordinario diocesano di Torino. Gli eventuali oneri per il funzionamento di detto comitato sono a carico della gestione dell'Ente Ordine Mauriziano. Il comitato presenta una relazione annuale al Presidente del Consiglio dei ministri, il quale provvede alla trasmissione alle competenti commissioni parlamentari. Attualmente solo la Fondazione Ordine Mauriziano si preoccupa del mantenimento degli edifici e dei beni storici esistenti; gli ospedali, dopo una disastrosa gestione, sono oggi affidati alla Regione Piemonte ed ai servizi sanitari nazionali.

## L'Ordine dei Santi Maurizio e Lazzaro dopo il Regno d'Italia (Casa Savoia)

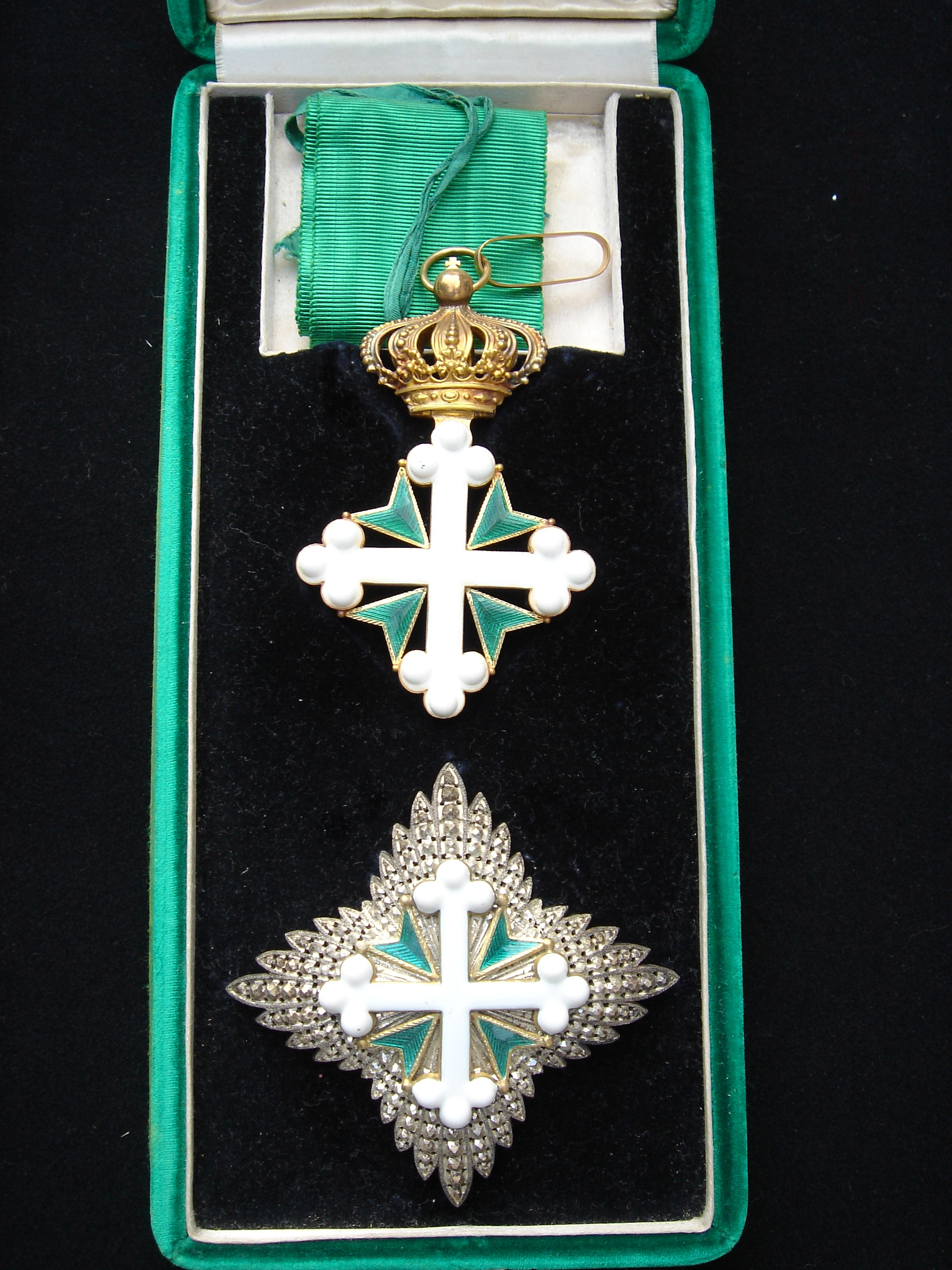
Croce e Placca da Gran Ufficiale dell'Ordine

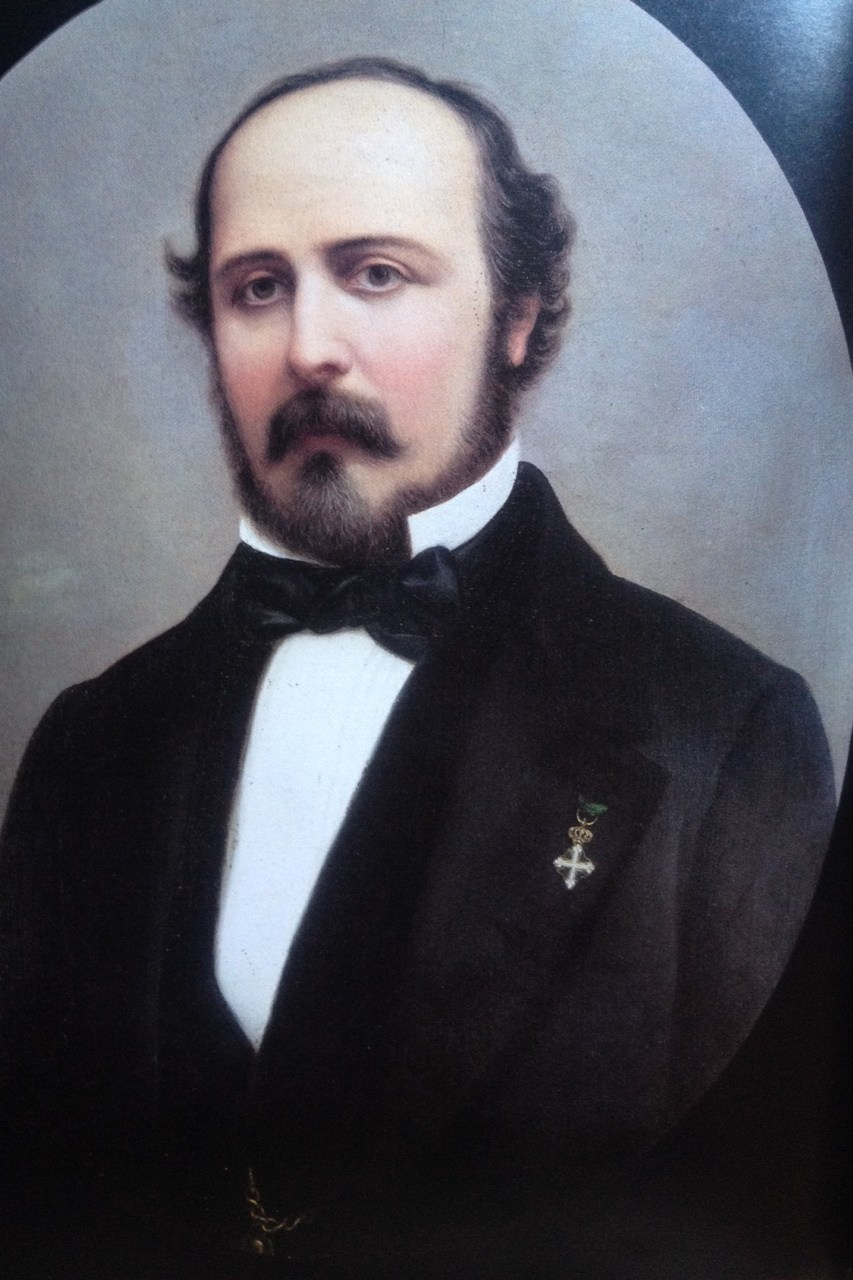
Il conte Cesare Giulini della Porta con l'insegna di commendatore mauriziano

L'Ordine cavalleresco dei Santi Maurizio e Lazzaro è diventato un'associazione senza fini di lucro, a scopo benefico, come la grande maggioranza degli Ordini cavallereschi. Agli aspiranti cavalieri sono, per statuto, richieste le doti di onestà, fedeltà, comprensione, generosità e perdono. L'ordine conta circa 4 000 membri, fra cavalieri e dame, distribuiti in 33 paesi nel mondo e divisi in Delegazioni nazionali e regionali. Ogni Delegazione è retta da un Delegato del Gran Magistero, sovente coadiuvato da un Vicario per ogni provincia, e gode dell'assistenza di un Religioso cattolico presbitero, come avviene per qualsiasi altro Ordine Cavalleresco cattolico che non sia stato mai oggetto di "Bolla di abolizione" dalla suprema Autorità in materia, che è ovviamente solo il Santo Padre.
Normalmente vengono tenute due cerimonie ufficiali all'anno, durante le quali tutti gli associati sono invitati a partecipare. La prima viene celebrata in Francia, nell'Abbazia di Altacomba, e rappresenta la commemorazione dei membri deceduti di Casa Savoia. La seconda rappresenta il Capitolo Generale dell'Ordine e viene tenuta nell'abbazia svizzera di San Maurizio di Agauno, presso Martigny. Nell'occasione vengono introdotti i nuovi associati e ha luogo un ballo di beneficenza.
L'accesso all'Ordine dei Santi Maurizio e Lazzaro è riservato a tutti i membri della nobiltà italiana ed europea, oltre a coloro i quali, esentati con decreto magistrale, facciano parte del mondo delle scienze, dell'arte, della letteratura, dell'industria e degli affari, col presupposto che godano di ottima reputazione tra i loro pari e che condividano come obiettivo le finalità umanitarie dell'ordine stesso.
L'antica consuetudine per la quale l'insignito del cavalierato godeva della nobiltà italiana personale è stata abrogata nel 1894.
L'ammissione in via di giustizia è prova del titolo primordiale di nobiltà per l'Ordine di Malta, come recita il Massimario Nobiliare del Magistrale Collegio dei Consultori Araldici dello SMOM.

## Gradi

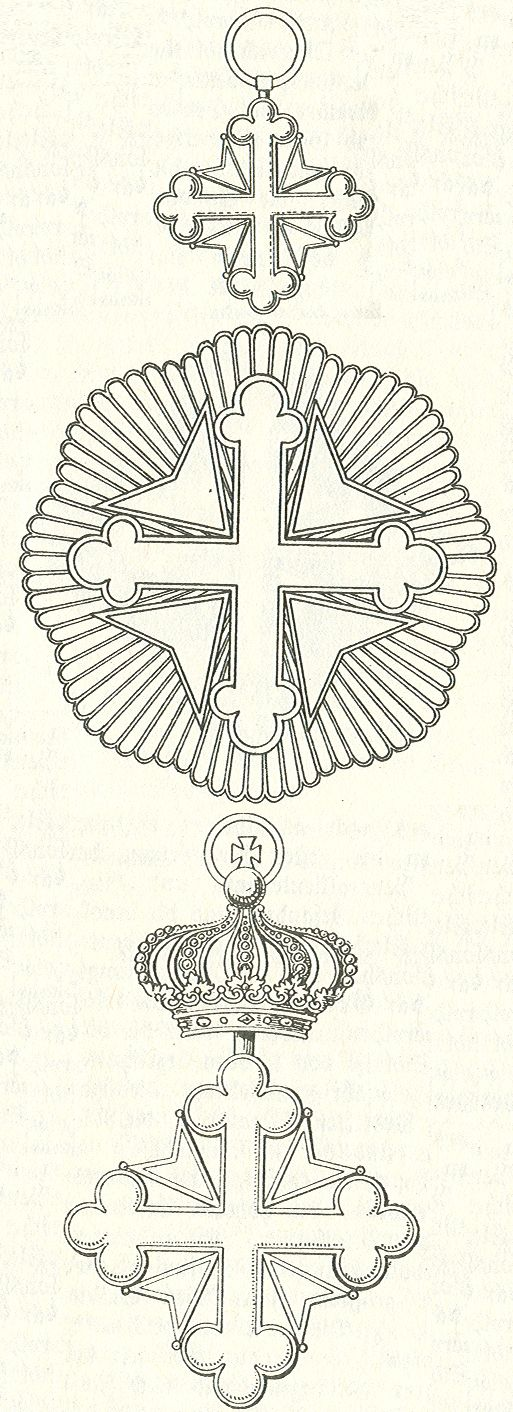
Insegne dell'Ordine.

L'Ordine dei Santi Maurizio e Lazzaro è stato suddiviso nel corso della sua lunga storia in diverse classi di benemerenza, cambiate in funzione delle varie epoche in cui esso venne riformato e secondo le nuove esigenze di stato. Riportiamo qui di seguito queste evoluzioni per la classe maschile, dal momento che la classe femminile venne ammessa solo a partire dal XX secolo:
Gradi sino al 1831 
- Cavaliere di Gran-Croce
- Cavaliere di Grazia e Cavaliere di Giustizia

Gradi dal 1831 al 1832
- Cavaliere di Gran-Croce insignito del Gran-Cordone
- Cavaliere di Gran-Croce
- Commendatore
- Cavaliere

Gradi dal 1832 al 1857
- Cavaliere di Gran-Croce insignito del Gran-Cordone
- Cavaliere di Gran-Croce
- Commendatore
- Cavaliere Ufficiale
- Cavaliere

Gradi dal 1857 al 1865
- Cavaliere di Gran-Croce insignito del Gran-Cordone
- Cavaliere di Gran-Croce
- Commendatore di I classe
- Commendatore
- Cavaliere Ufficiale
- Cavaliere

Gradi dal 1865
- Cavaliere di Gran-Croce insignito del Gran-Cordone
- Cavaliere di Gran-Croce (60 membri)
- Grand'Ufficiale (150 membri)
- Commendatore (500 membri)
- Ufficiale (2 000 membri)
- Cavaliere (illimitato)

Per le donne, la suddivisione è la seguente: 
- Dama di Gran-Croce insignita del Gran-Cordone
- Dama di Gran-Croce (60 membri)
- Commendatora (500 membri)
- Dama (illimitato)

| |           |              |                 |                         |                      |
| Decorazioni |           |              |                 |                         |                      |
| |           |              |                 |                         |                      |
| Nastri dal 1855 al 2 giugno 1946 |           |              |                 |                         |                      |
| Cavaliere | Ufficiale | Commendatore | Grand'Ufficiale | Gran Croce              | Non previsto         |
| Nastri dal 2 giugno 1946 al 3 marzo 1951 per la Repubblica Italiana e dal 3 marzo 1951 al 22 giugno 2024 per concessione privata di Casa Savoia |           |              |                 |                         |                      |
| Cavaliere | Ufficiale | Commendatore | Grand'Ufficiale | Gran Croce              | Non previsto         |
| Nastri dal 22 giugno 2024 per concessione privata di Casa Savoia                                                                                |           |              |                 |                         |                      |
| Cavaliere | Ufficiale | Commendatore | Grand'Ufficiale | Cavaliere di Gran Croce | Cavaliere di Collare |

## Insegne

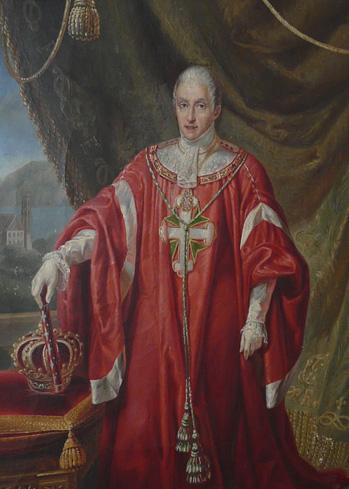
Carlo Felice con l'abito di gran maestro dell'Ordine.

Il collare o cordone dell'ordine consiste in un collare di seta moiré verde fermato in più punti dal monogramma del Gran Maestro regnante in oro. Dal cordone pende l'insegna dell'ordine coronata.
La placca di gran croce consiste in una croce mauriziana in smalto bianco dalla quale fuoriescono quattro bracci in smalto verde. Essa è montata su una stella raggiante in argento.
La placca di grand'ufficiale consiste in una croce mauriziana in smalto bianco dalla quale fuoriescono quattro bracci in smalto verde. Essa è montata su un rombo raggiante in argento.
La medaglia dell'ordine consiste in una croce mauriziana in smalto bianco dalla quale fuoriescono quattro bracci in smalto verde. Dalla classe di ufficiale in su la medaglia era congiunta al nastro con una corona reale d'oro. La classe di ufficiale dal 1857 al 1868 ebbe come tenente al nastro una corona d'alloro in oro.
Il nastro dell'ordine è verde con sovrapposte delle corone o d'oro o d'argento a seconda del grado per il periodo regio. Nel periodo repubblicano dal 1946 al 1951 in cui l'Ordine venne comunque accettato in Italia le corone vennero sostituite con delle stellette. Attualmente la casata di Savoia, che continua a concedere privatamente questo ordine di collazione, concede ai propri insigniti dei nastrini con delle stelle d'oro e d'argento come nel modello del periodo repubblicano.
La cocolla o veste da cerimonia è rossa bordata alle maniche di bianco e con un collare di stoffa bianca, abbottonata sul davanti di rosso. Sul frontale davanti si trova l'insegna dell'ordine ricamata, consistente in una croce mauriziana in bianco dalla quale fuoriescono quattro bracci in verde. Sul frontale la veste è completata da un cordone annodato che ricade sul petto.

### La Medaglia Mauriziana
Parallelamente all'Ordine dei Santi Maurizio e Lazzaro, nel 1839 venne creata la Medaglia Mauriziana, concepita da re Carlo Alberto di Savoia con R.P. del 19 luglio per premiare quanti fossero giunti al compimento di cinquanta anni di servizio militare (gli anni di comando venivano computati doppi). Tale medaglia consisteva in una grande placca in oro da portarsi al collo raffigurante san Maurizio a cavallo e poteva essere concessa a tutti i militari, senza distinzione di grado o di reparto.
Erroneamente a quanto si possa pensare, ad ogni modo, questa medaglia non corrisponde ad una "classe" dell'Ordine dei Santi Maurizio e Lazzaro, ma è semplicemente un riconoscimento militare che da quest'ordine di patronato Savoia trae ispirazione.
La medaglia è sopravvissuta immutata sino al periodo repubblicano e ancora oggi viene utilizzata con il medesimo scopo per la quale è stata creata.
| Medaglie e nastri dal 22 giugno 2024 per concessione privata di Casa Savoia | Medaglie e nastri dal 22 giugno 2024 per concessione privata di Casa Savoia | Medaglie e nastri dal 22 giugno 2024 per concessione privata di Casa Savoia |
| --------------------------------------------------------------------------- | --------------------------------------------------------------------------- | --------------------------------------------------------------------------- |
|                                                                             |                                                                             |                                                                             |
| Medaglia di bronzo                                                          | Medaglia d'argento                                                          | Medaglia d'oro                                                              |

## Decorati dell'Ordine

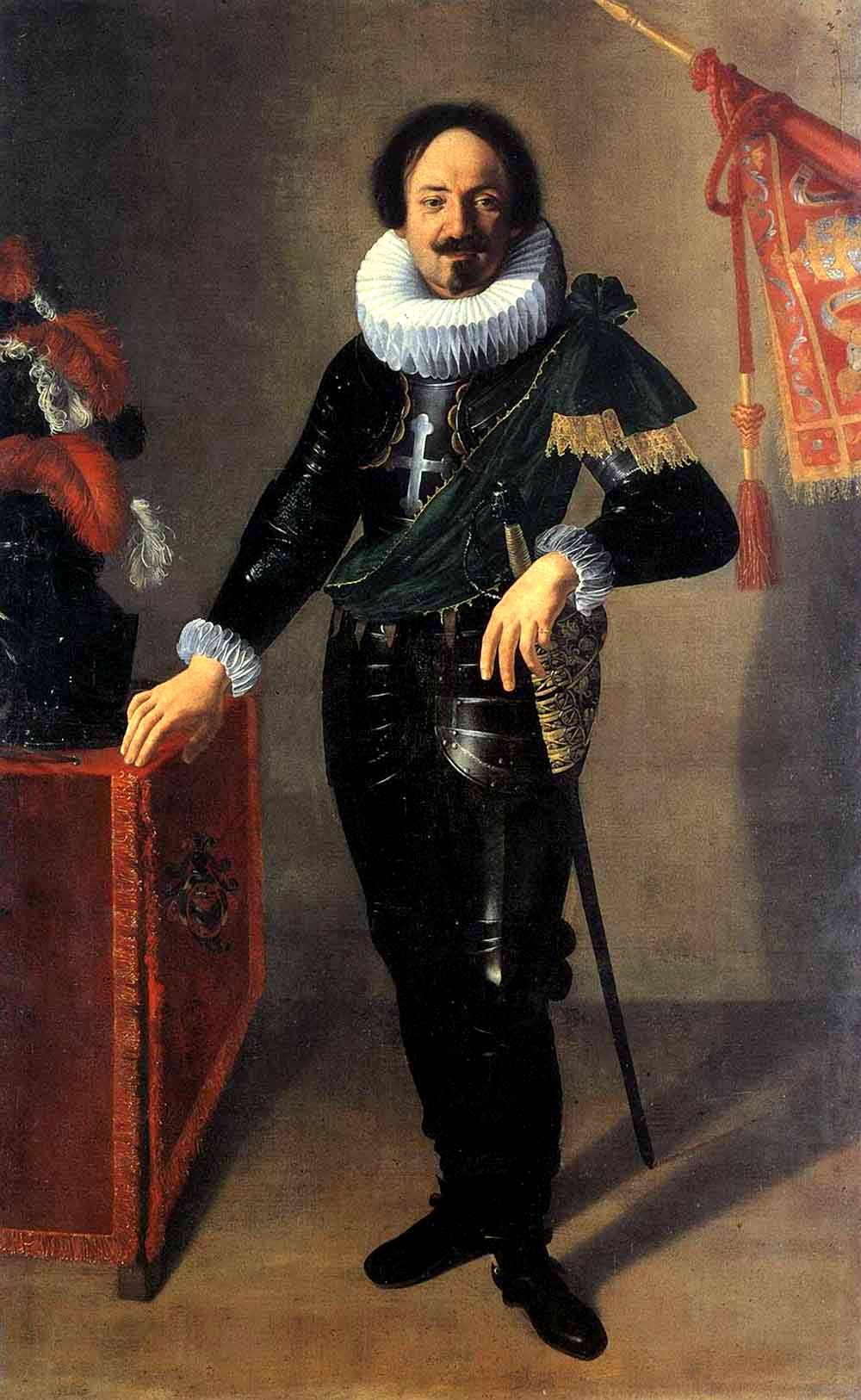
Ritratto di un gonfaloniere (1622) di Artemisia Gentileschi, si noti la fascia e le insegne dell'Ordine sulla corazza.

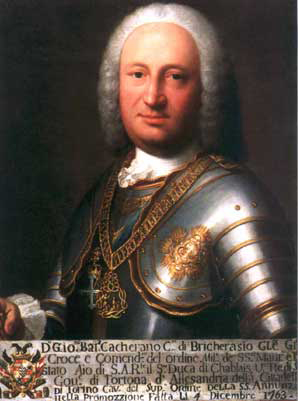
Ritratto del generale Giovanni Battista Cacherano di Bricherasio, Cavaliere dell'Annunziata e Gran Croce dell'Ordine dei Santi Maurizio e Lazzaro.

### Insigniti notabili
Tra gli insigniti dell'Ordine degni di rilievo si ricordano diversi monarchi come gli imperatori Francesco Giuseppe I d'Austria, Guglielmo II di Germania, Nicola II di Russia, Napoleone III di Francia ed Hailé Selassié d'Etiopia, oltre a sovrani come Giorgio V del Regno Unito, Mozaffar ad-Din Shah Qajar di Persia, Alfonso XIII di Spagna, Gojong di Corea e capi di Stato come il presidente della Repubblica Francese Patrice de Mac-Mahon, nonché alcuni gran maestri del Sovrano Militare Ordine di Malta come Angelo de Mojana di Cologna, Ludovico Chigi Albani della Rovere e Matthew Festing o sovrani stranieri come il maharaja Jagatjit Singh, il principe Alberto II di Monaco, il granduca Enrico di Lussemburgo, Juan Carlos I di Spagna, Simeone II di Bulgaria e Costantino II di Grecia.
Fra i capi di dinastie già regnanti si ricordano Duarte Pio di Braganza, duca di Bragança e capo della Casa Reale del Portogallo, Nicola Petrović-Njegoš, capo della Casa Reale del Montenegro e Carlo di Borbone delle Due Sicilie.
Tra i militari si ricordano i generali statunitensi John Pershing, Charles Treat, George Marshall e Ulysses S. Grant III, il feldmaresciallo tedesco Walther von Brauchitsch, i generali François d'Astier de La Vigerie, Tasker H. Bliss, Mark W. Clark, Ira C. Eaker, Peyton C. March, l'ammiraglio Ernesto Burzagli, l'Ammiraglio Carlo Avallone, il generale Armando Tallarigo, l'ammiraglio Luigi Rizzo di Grado e di Premuda, il Tenente Generale Ettore Chiarizia, il generale Luigi Questa, l'ufficiale di marina Emilio Faà di Bruno e il generale Livio Bonelli.
Tra le personalità politiche che meritarono tale onorificenza, oltre ad una lunga schiera di senatori durante il Regno d'Italia, si ricordano il conte Fulvio Testi, celebre letterato e poeta, segretario di Stato e governatore della Garfagnana durante il regno di Francesco I d'Este, il presidente Porfirio Díaz, il ministro degli esteri Giustino Fortunato,  l'Ambasciatore d'Italia Francesco Babuscio Rizzo, Cristiana Muscardini, il diplomatico Jose Maria Quijano Wallis, il sindaco di New York Rudolph Giuliani (2001), il conte Luigi Cibrario.
Altre personalità vennero insignite per meriti diversi, spazianti in differenti campi sociali come la cultura (Benedetto Croce, Giovanni Gentile e l'architetto Carlo Rinaldi), le materie ecclesiastiche (Pietro Tacchi Venturi, Agostino Rivarol, Tommaso Reggio, Timothy M. Dolan, Désiré-Félicien-François-Joseph Mercier, Andrea Carlo Ferrari), le scienze (Guglielmo Marconi, Charles Combes, Giuseppe Peano, Giovanni Falconi) e persino la filantropia (Thomas Hanbury e John Pierpont Morgan).

## Note

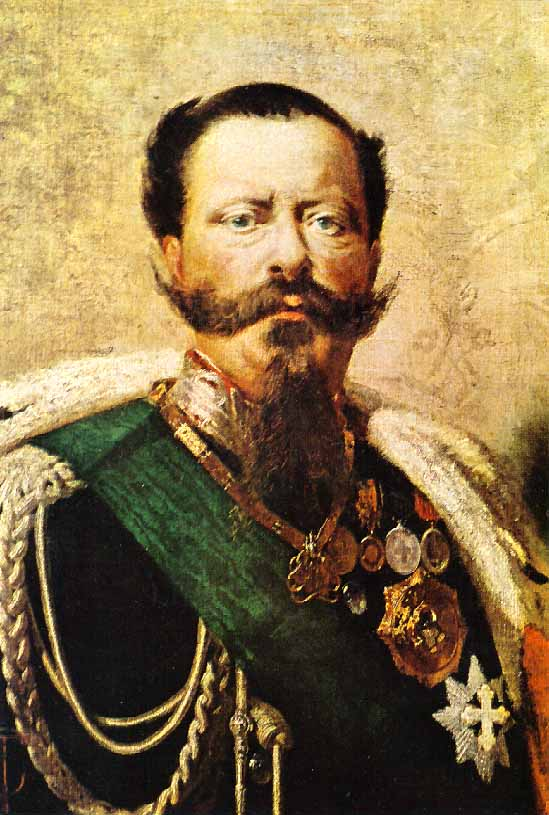
Vittorio Emanuele II di Savoia Cavaliere di Gran Croce dell'Ordine